# رائد الجهني
رائد الجهني (مواليد 10 يونيو 1987) هو لاعب كرة قدم سعودي.

## مسيرة اللاعب
كانت بداياته مع نادي الأنصار و لعب بعدها في أندية نجران والرياض و لعب بعدها مع نادي الشعلة مطلع عام 2016 و عاد بعدها نادي الأنصار .

## الحياة الشخصية
رائد هو شقيق اللاعب فهد بركة الجهني.

## وصلات خارجية
رائد الجهني على موقع قاعدة بيانات كرة القدم.إي يو (الإنجليزية)